# Cephaloziella obliqua
Cephaloziella obliqua là một loài rêu trong họ Cephaloziellaceae. Loài này được Douin mô tả khoa học đầu tiên..